# David Jones (darter)
David Roderick Jones (Rhymney, 5 juli 1949 - Rhymney, 5 oktober 1995) is een voormalige Welsh darter die speelde tijdens de beginjaren van darts op televisie-uitzendingen in de jaren 1970. Hij werd geboren in Rhymney, Glamorgan. Zijn bijnaam was Roxy maar door een fout in de media werd het Rocky of David Rocky Jones.
Zijn beste dartsresultaat kwam in de Winmau World Masters. Jones haalde de finale in 1975 maar verloor van landgenoot Alan Evans met 1-3. Ook won hij in 1975 de Marlborough Masters en de Unicorn World Pairs Championship met Ray Phillips. Hij had ook succes in het internationale darts met zijn land Wales. In 1977 won hij met Wales de WDF World Cup Teams titel. In de finale versloegen ze Engeland met 5-4. Ook haalde hij op dit toernooi de WDF World Cup Pairs finale samen met Phil Obbard. Die finale verloren ze van het Engelse koppel Eric Bristow/John Lowe met 2-4. Jones verscheen ook op televisie in de laatste dartsfinale van de Yorkshire Television's Indoor League in 1977. Hij verloor van Tony Brown.
Het World Professional Darts Championship werd voor het eerst georganiseerd in 1978, maar ondanks zijn succes in die tijd, zou Jones nooit te zien zijn op dit evenement.

## Resultaten op Wereldkampioenschappen

### WDF
- 1977: Kwartfinale (verloren van Alan Reid)
- 1979: Laatste 32 (verloren van Conrad Daniels)